# Arashi
Arashi (яп. 嵐; рус. Араси — Шторм, Буря) — японский бойбенд из пяти человек, принадлежащий агентству Johnny & Associates. Состоит из Сатоси Оно, Сё Сакурая, Масаки Аиба, Кадзунари Ниномии и Дзюна Мацумото. Arashi официально образовались 15 сентября 1999 года в Гонолулу, Гавайи, и выпустили свой дебютный сингл 3 ноября 1999 года. Первоначально группа была в Pony Canyon и выпустила один студийный альбом и шесть синглов — начиная с одноимённого дебютного сингла 1999 года до перехода на дочерний лейбл J Storm в 2001 году, который изначально был создан для их последующих релизов. Дебютный сингл был продан тиражом около миллиона копий, группа использовала смесь поп-музыки и альтернативного/современного подхода к своей музыке, что привлекло основных последователей, но впоследствии столкнулась с коммерчески низкими продажами.
Восемнадцатый сингл «Love So Sweet» принёс группе коммерческий успех, поскольку использовался в качестве заставки для высокорейтинговой дорамы Цветочки после ягодок 2, главного героя которой играет Дзюн Мацумото. Пятёрка самых продаваемых синглов 2007 года в Японии и первый сингл группы, в общей сложности продано более 400 000 копий за семь лет. В течение следующих двух лет Arashi добились ряда достижений и рекордов, стали первыми артистами, которые два года подряд занимали первые два места в ежегодном чарте синглов Oricon со своими синглами «Truth / Kaze no Mukō e» и «One». В 2008 году и «Believe / Kumorinochi, Kaisei» и «Ashita no Kioku / Crazy Moon (Kimi wa Muteki)» в 2009 году одновременно возглавили ежегодные чарты синглов, альбомов и музыкальных DVD Oricon 2009 года и стали третьим артистом в истории Oricon. В 2010 году все шесть синглов группы попали в первую десятку годового чарта синглов Oricon, а их студийный альбом Boku no Miteiru Fūkei, разошедшийся миллионным тиражом, был назван самым продаваемым альбомом года в Японии. По состоянию на октябрь 2020 года группа продала более 56,7 миллиона копий альбомов, синглов и видео и стала самой продаваемой мужской группой в Азии.
27 января 2019 года группа объявила о годичном перерыве с 31 декабря 2020 года. В начале мая 2025 года группа объявила на своём аккаунте "X" об прощальных концертах, которые запланированы на весну 2026, после чего группа прекратит своё существование.

## Состав
- Сатоси Оно (яп. 大野智 О:но Сатоси, 26 ноября 1980)
- Сё Сакураи (яп. 櫻井翔 Сакураи Сё:, 25 января 1982)
- Аиба Масаки (яп. 相葉雅紀 Аиба Масаки, 24 декабря 1982)
- Кадзунари Ниномия (яп. 二宮和也 Ниномия Кадзунари, 17 июня 1983)
- Дзюн Мацумото (яп. 松本潤 Мацумото Дзюн, 30 августа 1983)

Лидером группы является Сатоси Оно.

## О группе
Группа была создана 15 сентября 1999 года. О создании было объявлено на пресс-конференции в Гонолулу. До этого члены группы были едва знакомы, но популярность каждого из них обеспечила в результате и популярность группы.
Помимо музыкальной карьеры, каждый из пятерых активно участвует в телепрограммах, радиошоу, мюзиклах, снимается в рекламах и сериалах.
Сатоси Оно снимается меньше всех, зато активно участвует в театральных постановках старших товарищей по компании и в 2006 году давал сольный концерт.
Сё Сакураи в песнях группы читает рэп, текст к ним часто пишет сам. По понедельникам появляется в новостной передаче News Zero канала NTV.
Масаки Аиба играет на саксофоне и работает с дикими животными в передаче «Тэнсай! Симура Добуцуэн».
Кадзунари Ниномия снимался во множестве сериалов, но всему миру известен как Сайго из фильма Клинта Иствуда «Письма с Иводзимы».
Дзюн Мацумото постоянно снимается в сериалах и играет в театре. Самые известные его сериалы — «Цветочки после ягодок», «Гокусэн», «Ты - мой любимец».
Все вместе они вели множество развлекательных передач.

## Музыкальная карьера
Группа дебютировала 3 ноября 1999 года с синглом A・RA・SHI.
В первый же день было продано более 80 000 экземпляров, а общее число продаж составило рекордные 560 000 экземпляров (по данным Орикона).
Со временем они стали популярны не только в Японии, но и по всей Азии, и осенью 2006 года группа давала концерты в Тайване, Таиланде и, по просьбам фанов, в Южной Корее.
Самый большой на данный момент концерт состоялся в апреле 2007 г. в крупнейшем зале Японии — Токио Доме — для более чем 50 000 человек.
Песни группы можно услышать в таких дорамах, как «Бамбино!», «Цветочки после ягодок», Ямада Таро моногатари, Maou и многие другие.

## Дискография
Studio albums
- Arashi No.1 Ichigou: Arashi wa Arashi o Yobu! (2001)
- Here We Go! (2002)
- How’s It Going? (2003)
- Iza, Now! (2004)
- One (2005)
- Arashic (2006)
- Time (2007)
- Dream «A» Live (2008)
- Boku no Miteiru Fūkei (2010)
- Beautiful World (2011)
- Popcorn (2012)
- Love (2013)
- The Digitalian (2014)
- Japonism (2015)
- Are You Happy? (2016)
- Untitled (2017)
- This Is Arashi (2020)

## Награды и номинации
В 2009 году Oricon объявили Arashi самыми продаваемыми артистами года и наградили их премией «Лучшие продажи артистов» (ATS) с общим объёмом продаж синглов, альбомов, музыкальных DVD на сумму 14,46 млрд иен (около 172 875 357,81 долларов США) и музыкальных категорий Blu-ray. В 2010 году Arashi стали самыми продаваемыми артистами Японии второй год подряд, с объёмом продаж более 17,16 млрд иен (примерно 204 321 424 доллара США) в семи категориях. В «52-м ежегодном рейтинге Oricon 2019» группа была награждена за самый высокий общий объём продаж артиста года за свой альбом 5 × 20 All the BEST !! 1999—2019 и сборник видеоклипов 5 × 20 All the BEST !! CLIPS, в сумме продано более 20,33 миллиарда йен в категориях альбомов, музыкальных DVD и музыкальных дисков Blu-ray. К сентябрю альбом стал первым двойным миллионником объёмом продаж как для Arashi, так и для Johnny’s Office.